# Joris Mathijsen
Joris Mathijsen (* 5. April 1980 in Goirle, Niederlande) ist ein ehemaliger niederländischer Fußballspieler und heutiger -funktionär. Als Spieler stand der Innenverteidiger in den Niederlanden, in Deutschland beim Hamburger SV und in Spanien unter Vertrag. Er ist ehemaliger niederländischer Nationalspieler und wurde 2010 Vize-Weltmeister.
Nach seinem Karriereende war er ab 2016 Funktionär bei seinem Jugendverein Willem II Tilburg, zunächst Technischer Manager und ab 2017 Technischer Direktor; 2022 wurde er entlassen. Im Mai 2023 wurde Mathijsen Technischer Direktor von ADO Den Haag.

## Karriere

### Verein

#### In den Niederlanden
Mathijsen spielte zunächst bei VOAB in seiner Geburtsstadt Goirle, einem Vorort der im Süden der Niederlande gelegenen Großstadt Tilburg. Als Neunjähriger wechselte er zu Willem II Tilburg und durchlief dort die weiteren Jugendmannschaften, bis er 1998/99 im Aufgebot der ersten Mannschaft in der niederländischen Eredivisie stand. 1999 hatte er seinen ersten Erstligaauftritt. Nachdem der Abwehrspieler im folgenden Jahr schon öfter eingesetzt worden war, konnte er sich im dritten Jahr endgültig durchsetzen. Von 2001 bis 2004 war er Stammspieler in der Abwehrmitte und bestritt fast alle Pflichtspiele für den Verein.
Seinen Durchbruch hatte Mathijsen nach seinem Wechsel zum AZ Alkmaar. Zusammen mit Tim de Cler und Kew Jaliens bildete er ein Abwehrtrio, das zu dieser Zeit auch zum Teil die Abwehr in der niederländischen Nationalmannschaft darstellte. In seiner ersten Saison mit den Nordholländern belegte der Verein den dritten Platz und erreichte im UEFA-Pokal das Halbfinale.

#### Hamburger SV
Am 23. August 2006 wechselte Mathijsen zum deutschen Bundesligaverein Hamburger SV. Am 27. August 2006 debütierte er am dritten Spieltag im Spiel gegen Hertha BSC in der Anfangself. Mathijsen erkämpfte sich einen Stammplatz und wurde dabei überwiegend als Innenverteidiger eingesetzt; in seiner ersten Saison stand er in allem 32 Bundesliga-Spielen auf dem Feld und war dabei in fast allen Partien Teil der Startelf. Der Hamburger SV nahm in dieser Spielzeit in der UEFA Champions League teil, schied allerdings dort nach der Gruppenphase aus. In der Liga spielte der Verein zunächst gegen den Abstieg und stand zur Winterpause auf dem 17. Tabellenplatz und nachdem Trainer Thomas Doll nach einem 1:1-Unentschieden gegen den Aufsteiger FC Energie Cottbus – der HSV rutschte dadurch auf den letzten Platz ab – durch Huub Stevens ersetzt wurde, folgte eine Leistungssteigerung, die sowohl in den Klassenerhalt als auch in die Qualifikation der Norddeutschen für den UI-Cup mündeten. Am 20. Oktober 2007 erzielte Mathijsen im Spiel gegen den VfB Stuttgart sein erstes Bundesligator und zugleich den 2500. Treffer des HSV in der Bundesliga. Er blieb weiterhin Stammspieler, wobei er drei Partien in der Liga wegen einer Rotsperre verpasst hatte. Mit dem HSV qualifizierte sich Mathijsen über den UI-Cup für den UEFA-Pokal, in der sie das Achtelfinale erreichten und dort gegen den Ligakonkurrenten Bayer 04 Leverkusen ausschieden. In der Liga stand der Verein über weite Strecken der Saison auf einem Platz für die internationalen Wettbewerbe und qualifizierte sich schlussendlich für den UEFA-Pokal. In der Saison 2008/09 der Hamburger SV phasenweise Tabellenführer und da sie zudem das UEFA-Pokalhalbfinale als auch die Runde der letzten vier im DFB-Pokal erreicht hatten, spielten sie um drei Titel mit, doch in allen drei Wettbewerben mussten Mathijsen und sein Verein sich dem Erzrivalen SV Werder Bremen geschlagen geben und in der Endphase der Saison drohte der HSV sogar die Teilnahme für das internationale Geschäft zu verpassen, allerdings wurden die Norddeutschen Fünfter und qualifizierten sich somit für die neugegründete UEFA Europa League. In Mathijsens vierter Saison in der norddeutschen Millionenmetropole Hamburg erreichte der Verein im genannten Wettbewerb das Halbfinale und schied dort gegen den FC Fulham aus, womit das Endspiel im eigenen Stadion verpasst wurde. Zudem verpassten sie in der Liga die abermalige Teilnahme am internationalen Geschäft. Mathijsen blieb noch ein Jahr und verpasste mit seinem Verein zum zweiten Mal in Folge die Teilnahme für den europäischen Wettbewerb. In der Folge verließ er nach fünf Jahren den Verein.

#### FC Málaga und Karriereende in den Niederlanden
Im Sommer 2011 wechselte Mathijsen zum FC Málaga. Er unterschrieb beim spanischen Erstligisten einen Zweijahresvertrag mit Option auf ein weiteres Jahr. Bei den Andalusiern blieb er jedoch nur eine Saison, bestritt in dieser 28 Ligaspiele und drei Pokalspiele und erreichte mit seiner Mannschaft den vierten Platz, im Pokal schied Malaga im Achtelfinale gegen Real Madrid aus.
Zur Saison 2012/13 wechselte er zurück in die Niederlande zu Feyenoord Rotterdam. Er unterschrieb dort einen Vertrag über drei Spielzeiten. In der Saison 2013/14 wurde er mit Feyenoord Vizemeister. In seiner letzten Saison erreichte er mit der Mannschaft – nach zweimaligem Scheitern in der Qualifikation in den Vorsaisons – schließlich die Gruppenphase der Europa League 2014/15 und wurde dort in einem Spiel eingesetzt. Bis Ende der Saison 2014/15 absolvierte er für Feyenoord insgesamt 57 Ligaspiele (ein Tor). Nach Saisonende verließ Mathijsen den Verein und beendete zum Jahreswechsel 2015/16 seine aktive Karriere.

### Nationalmannschaft
Wenige Monate nach seinem Wechsel zum AZ Alkmaar kam Mathijsen am 17. November 2004 zu seinem Debüt in der Nationalmannschaft. Er stand im niederländischen Aufgebot für die Fußball-Weltmeisterschaft 2006 in Deutschland und kam dort zu drei Einsätzen. Auch bei der EM 2008 gehörte er zum Kader und bestritt zwei der drei Gruppenspiele. Als Gruppensieger traf die Niederlande im Viertelfinale auf Russland und schied durch eine 1:3-Niederlage n. V. aus; Mathijsen kam in dieser Partie zum Einsatz.
Bei der Fußball-Weltmeisterschaft 2010 verpasste er nur das Achtelfinalspiel; im Finale verlor er mit der Mannschaft mit 0:1 n. V. gegen Europameister Spanien. Zwei Jahre später stand er bei der EM 2012 in Polen und der Ukraine im niederländischen Kader und schied mit der Mannschaft als Gruppenletzter aus dem Turnier aus. Er hatte zwei der drei Gruppenspiele bestritten.
Mathijsen bestritt von 2004 bis 2012 insgesamt 84 Spiele für die niederländische Nationalmannschaft und erzielte drei Tore. Seinen letzten Einsatz absolvierte er am 11. September 2012 beim 4:1-Sieg im WM-Qualifikationsspiel in Budapest gegen Ungarn.

## Nach seiner Karriere als Spieler
Im Sommer 2016 übernahm Mathijsen den Posten des Technischen Managers von Willem II Tilburg; er unterschrieb bei seinem ehemaligen Jugendverein einen Dreijahresvertrag. Ein Jahr später wurde er zum Technischen Direktor des Vereins befördert. Seine Vertragslaufzeit wurde im Mai 2018 bis 2022 verlängert. Im März 2022 wurde Mathijsen entlassen.
In der Folge war er ein Jahr ohne Job, bevor im Mai 2023 ADO Den Haag Mathijsens Anstellung zum neuen Technischen Direktor verkündete.

## Erfolge

### Mit den Vereinen
Willem II Tilburg
- Niederländische Meisterschaft: Vize-Meister 1999
- UEFA Champions League: Gruppenphase 2000

AZ Alkmaar
- UEFA-Pokal: Halbfinale 2005

Hamburger SV
- UEFA Champions League: Gruppenphase 2006/07
- UEFA-Pokal/UEFA Europa League: Halbfinale 2009 und 2010

### Mit der Nationalmannschaft
- Fußball-Weltmeisterschaft: Finalist 2010

## Familie
Mathijsen ist verheiratet und Vater zweier Söhne, die beide in Hamburg zur Welt kamen. Sein älterer Sohn Jens (* 2007) ist ebenfalls Fußballprofi.